# Селайя, Эктор
Э́ктор Рамо́н Села́йя Риве́ра (исп. Héctor Ramón Zelaya Rivera; род. 12 августа 1957) — гондурасский футболист, полузащитник. Участник чемпионата мира 1982 года. Автор первого гола сборной Гондураса на чемпионатах мира.

## Карьера

### Клубная
Эктор Селайя играл за гондурасский клуб «Мотагуа».

### В сборной
В составе сборной принял участие в чемпионате мира 1982 года, в отборочном турнире к которому провёл 7 матчей. В дебютной встрече турнира против Испании забил гол на 8 минуте. Сыграл также ещё в двух матчах: против Северной Ирландии и Югославии.